# Ures
Ures, oficialmente Heroica Ciudad de Ures, es un pueblo mágico del estado de Sonora en México y es cabecera del municipio del mismo nombre; está ubicado en el centro del estado y colinda al norte con Aconchi, al este con Villa Pesqueira, al sur con Mazatán, al oeste con Hermosillo y San Miguel de Horcasitas, al noreste con Baviácora y al noroeste con Rayón.
El municipio posee una extensión territorial de 2618.56 km² (kilómetros cuadrados), que representa el 1.72 % del total estatal, y el 0.13 % del nacional. Cuenta con una densidad de población de 27 hab./km². Comprende los poblados de San Rafael, Santa Rosalía, El Seguro, Guadalupe de Ures, La Estancia, El Sauz, El Huahui, Pueblo de Álamos, Ures -siendo este cabecera municipal-, San Pedro, Rancho Viejo, Puerta del Sol, Santiago y Ranchito de Aguilar.
Su población se dedica principalmente a la agricultura y ganadería, también a una reciente actividad forestal en expansión, a la industria de los derivados de la caña, industria del jamoncillo de leche, comercio local, y recientemente hostales turísticos.
Fue denominado como "Pueblo Mágico" el 26 de junio de 2023 junto a San Carlos.

## Historia breve
Es una de las ciudades más antiguas del Estado de Sonora; fue fundada con categoría de misión en 1636 por el misionero jesuita Francisco París, Bartolomé Castaños y Pedro Pantoja, conociéndose a partir del año 1665 con el nombre de San Miguel de los Ures, denominación que se le atribuye también al misionero jesuita Bartolomé Castaño. 
A finales de 1838 se le otorgó la categoría de ciudad; fue residencia de los supremos poderes del estado de 1838 a 1842 y de 1847 a 1879, posteriormente fue cabecera de distrito, hasta que estos desaparecieron en 1917.
En esta región han ocurrido algunos acontecimientos notables, como la época de la insurrección apache, cuando el indio Gerónimo al ser combatido por los generales George Crook y Nelson A. Miles en Arizona, decidió refugiarse en las sierras de esta región realizando salvajes incursiones, dando muerte a cuanto encontraba a su paso. Entre estas víctimas se encuentran la del Padre Echeverría ocurrida el 20 de diciembre de 1870, cuando se dirigía al pueblo de Baviácora; la del distinguido profesor Leocadio Salcedo en el rancho denominado La Noria de Aguilar el 19 de marzo de 1882.
Situación similar tuvieron que enfrentar pobladores de esta región con los constantes levantamientos y rebeliones de la tribu Yaqui en el siglo antepasado y principios del anterior.
En 5 de septiembre de 1998, por gestiones del entonces presidente municipal Manuel Ignacio Espinoza González, fue designada con el título de Ciudad Heroica por el H. Congreso del Estado, en reconocimiento a la jornada memorable en defensa de las fuerzas liberales republicanas contra los imperialistas franceses, en los llanos de Guadalupe y en Ures, en el antiguo edificio de "La Corrección".

## Información general

### Cronología de hechos históricos
| Año       | Suceso                                                                                          |
| --------- | ----------------------------------------------------------------------------------------------- |
| 1636      | Fundación del pueblo de Ures por el misionero jesuita Francisco París                           |
| 1665      | Se le da el nombre de Ures                                                                      |
| 1838      | Obtiene la categoría de ciudad                                                                  |
| 1838-1842 | Residencia de los supremos poderes del estado (capital)                                         |
| 1846      | Restablecer la República Federal y la instalación de los poderes del estado                     |
| 1847–1879 | Residencia de los poderes del estado                                                            |
| 1870      | Muere el padre Echeverría                                                                       |
| 1879      | Fue cabecera de distrito                                                                        |
| 1882      | Muere el profesor Leocadio Saucedo                                                              |
| 1911      | Por decreto de la ciudad de Ures se nombra gobernador interino a Francisco Morales              |
| 1998      | Por Ley n.º 89 del H. Congreso del Estado de fecha 3 de septiembre se le designa Ciudad Heroica |

### Demografía
El comportamiento de la población según los censos de 1980, 1990 y las cifras del censo de población y vivienda 2000 elaborados por el INEGI, presenta lo siguiente:
Población: 
1980: 10,337; 1990: 10,140; 1990: 9,565; 2015: 8,704; 2020: 8,548; 
Tasa de crecimiento (%):
1980/1990: -0.2; 1990/2000: -0.59; 1990/2020: -0.89 
En el año 2020, la población total es de 8,548 habitantes siendo su tasa de crecimiento del -0.89 por ciento. El descenso de la población total se debe a la migración en busca de otras oportunidades. 
Total de viviendas particulares ocupadas: 2,994
Grado promedio de escolaridad de la población de 15 años y más: 9.1 años de escolaridad.
Población de 5 años y más hablante de lengua indígena: 15 personas. 
Fuente: INEGI censo de población y vivienda 1980-2015 y Quinquenal 2020

### Fisiografía
Llanura Sonorense (77.89%) y Sierra Madre Occidental y Valles del Norte (22.11%).
Altitud entre 400 y 1500 m.

#### Topoformas
Bajada con lomerío (33.69%), Sierra alta (21.63%), Lomerío complejo (20.73%), Lomerío típico (5.28%), Sierra escarpada compleja con lomerío (5.13%), Sierra escarpada compleja (5.05%), Sierra Escarpada (4.58%), Llanura aluvial (3.31%), Valle intermontano (0.48%) y Lomerío complejo con cañadas (0.12%).

### Gastronomía
Carne asada, carne con chile, burritos de machaca, tortillas de harina de trigo, quesadillas, caldo de queso, menudo, bacanora (aguardiente), conservas de frutas, caña de azúcar, melcocha y piloncillo con cacahuates o nueces. Se recomienda: jamoncillo, producto característico de esta población; ponteduros, empanadas de piloncillo, obleas, queso cocido. Tamales de elote y de carne, en la comunidad de Guadalupe de Ures.

### Naturaleza
Vegetación: Selva (44.76%), matorral (42.28%), mezquital (4.35%), bosque (4.19%), pastizal (1.81%). 
Flora: En la región se encuentra gran variedad de plantas, aun cuando por el tipo de suelo y de clima se le considera semidesértico, entre los cuales encontramos vegetación tipo mezquital y matorral subtropical, como cacahuates, copales, papelillo, vara dulce, tépamo, uña de gato, nopales y garambuyo, palo fierro, palo verde, palo blanco, pitahaya, jaquita, chicura, batamote, jarilla, berro, sauz, maguey, cibiri, choya, nopal, bebelama, brea, palo de asta, copalquín, torote negro, torote blanco.
Tierra para agricultura de riego.
Fauna: rana, sapo verde y sapo toro; tortuga de monte, tortuga de desierto, víbora de cascabel, coralillo, falso coralillo, culebras, tarántula, cachora, boa, iguana de rocas, camaleón, tórtola, lechuza, tecolotito, tordo negro, pájaro carpintero, gavilán pollero, zopilote, aura, milano, correcaminos, cuervo, cardenal, venado cola blanca, gato montés, puma, jabalí, coyote, liebre, conejo y venado bura.

## Gobierno

### Presidentes municipales
| Presidente municipal             | Período               | Partido político | Notas                                        |
| Adeodato Campbell Quijada        | 1868                  |                  |                                              |
| Fernando M. Araiza               | 1913–1914             |                  |                                              |
| Ernesto Estrella                 | 1914–1915             |                  |                                              |
| Victoriano Navarro               | 1915                  |                  |                                              |
| Alfredo Romo                     | 1916                  |                  |                                              |
| F. J. Morales                    | 1917                  |                  |                                              |
| Constantino Laborín              | 1920–1922             |                  |                                              |
| Jesús Casillas                   | 1922–1923             |                  |                                              |
| Santiago Muñoz                   | 1923–1929             |                  |                                              |
| Luis S. Navarro                  | 1929–1931             | PNR              |                                              |
| Victoriano Navarro               | 1931                  | PNR              | Interino                                     |
| Luis Haro                        | 1931–1932             | PNR              |                                              |
| Jesús Núñez D.                   | 1932–1933             | PNR              |                                              |
| Rafael Puebla                    | 1933                  | PNR              | Interino                                     |
| Miguel Canizales Bonilla         | 1933–1935             | PNR              |                                              |
| Manuel J. Duarte                 | 1935                  | PNR              | Interino                                     |
| Pedro López P.                   | 1935–1937             | PNR              |                                              |
| Antonio Arce                     | 1937                  | PNR              | Interino                                     |
| Rafael Puebla                    | 1937–1940             | PNR PRM          |                                              |
| Anselmo Gándara                  | 1940–1943             | PRM              |                                              |
| Reynaldo Paz Molinares           | 1943–1946             | PRM              |                                              |
| Jesús Noriega Calles             | 1946–1949             | PRI              |                                              |
| Alfredo Romo Córdova             | 1949–1952             | PRI              |                                              |
| Rubén Romo Córdova               | 1952–1955             | PRI              |                                              |
| Francisco Amador Torres          | 1955–1958             | PRI              |                                              |
| Antonio Gándara Romo             | 1958–1961             | PRI              |                                              |
| Héctor Maytorena Salcido         | 1961–1964             | PRI              |                                              |
| Moisés Navarro Duarte            | 1964–1967             | PRI              |                                              |
| Francisco Téllez Villaescusa     | 1967–1970             | PRI              |                                              |
| Abel Estrella Bustamante         | 1970–1973             | PRI              |                                              |
| Héctor Romo Córdova              | 1973–1976             | PRI              |                                              |
| Guadalupe Trujillo Romo          | 1976–1979             | PRI              |                                              |
| Óscar Jara Ramírez               | 1979–1982             | PRI              |                                              |
| Eduardo A. de los Reyes Gray     | 1982–1985             | PRI              |                                              |
| Marco Antonio Romo Aguilar       | 1985–1988             | PRI              |                                              |
| Eduardo Salcido Celaya           | 1988–1991             | PRI              |                                              |
| Jorge Alberto Gastélum           | 1991–1994             | PRI              |                                              |
| Ramón Mario López Córdova        | 1994–1997             | PRI              |                                              |
| Manuel Ignacio Espinoza González | 1997–2000             | PRD              |                                              |
| Arnoldo Trujillo Fuentes         | 2000–2003             | PRI              |                                              |
| Marco Antonio Coronado Acuña     | 16-09-2003–15-09-2006 | PRI              |                                              |
| Juan Ángel Córdova Salcido       | 16-09-2006–15-09-2009 | PRI Panal        | Alianza por Sonora PRI-Panal                 |
| Noé Coronado Cha                 | 16-09-2009–15-09-2012 | PAN              |                                              |
| José Manuel Valenzuela Salcido   | 16-09-2012–15-09-2015 | PAN              |                                              |
| David Gracia Paz                 | 16-09-2015–15-09-2018 | PRI PVEM Panal   | Coalición "Por un Gobierno Honesto y Eficaz" |
| Héctor Gastón Rodríguez Galindo  | 16-09-2018–15-09-2021 | PAN PRD          | Coalición "Por Sonora al Frente"             |
| José Manuel Valenzuela Salcido   | 16-09-2021–15-09-2024 | Morena           |                                              |
| Héctor Gastón Rodríguez Galindo  | 16-09-2024–           | PAN PRI PRD      |                                              |

## Aspectos socioeconómicos

### Desarrollo económico
La población económicamente activa del municipio es de 3,269 habitantes, de los cuales 3,245 tienen ocupación y 24 se encuentran desocupados. De las personas ocupadas 1,243 se dedican al sector primario, 741 al sector secundario, 1,144 al terciario y 117 no especifican actividad.
Las principales actividades económicas son la agricultura y ganadería que generan el 38.3 por ciento de la población ocupada.

### Agricultura
La agricultura abarca 6% del territorio estatal. Se destina casi exclusivamente a la producción de trigo, maíz, frijol, sorgo y ajo; que sirven de apoyo al auto consumo, y forrajes que hace a la agricultura muy dependiente de la actividad pecuaria.
De riego: 4,492 hectáreas; de temporal: 627 hectáreas.
La actividad forestal ha venido tomando impulso, pasando a ser una fuente importante de empleos y diversificación de la economía municipal.
Fuente: Plan Municipal de Desarrollo 1997-2000

### Ganadería
Principal actividad económica es la ganadería bovina, siendo la más importante de las exportaciones pecuarias. Para esta actividad se cuenta con agostaderos ejidales, comunales y de pequeña propiedad. 
Su desarrollo económico se basa en la producción de leche, becerros y vaquillas de engorda; así como del ganado caprino para exportación.
Hectáreas de agostadero 256,737.
Fuente: Plan Municipal de Desarrollo 1997-2000

### Zona urbana
La zona urbana está creciendo sobre suelos del Cuaternario, en llanura aluvial; sobre áreas donde originalmente había suelos denominados Phaozem; tiene clima seco muy cálido y cálido; y está creciendo sobre terrenos previamente ocupados por agricultura.

### Industria
Industria de la caña de azúcar, elaboración de dulces derivados de la misma.
También están los restaurantes y/o fondas, industria de tipo familiar muy difundida en la región, localizada mayormente a los costados de la carretera; ofreciendo la gastronomía típica del lugar.
Se cuenta con la producción de coyotas, ubicada en Guadalupe de Ures.
Operó una planta maquiladora (hasta 2007 aprox.) que confeccionaba gorras deportivas. Esta actividad ocupó el tercer lugar en la economía del municipio ya que generó 441 empleos, o sea, el 15 por ciento de la población ocupada.

### Comercio
Esta actividad está constituida por 75 establecimientos al menudeo del sector privado, con una ocupación de 150 personas aproximadamente.

### Turismo
Es un lugar muy bonito, ya que tiene varios sitios que puede ir a conocer. Una de ellas es el Templo de San Miguel de Arcángel, la Plaza Zaragoza, la Placita Lafontaine, Cuenta con el Museo Costumbrista Regional y un museo industrial, tiene dos Haciendas, Bella Vista y El Labrador y una quinta: Nápoles. Paseos naturales como La Carrizosa, La Tescalama, las cabañas de Pueblo de Álamos, las pinturas rupestres de Rancho Viejo, las tinajas de Rancho Viejo, el centro ceremonial de la Puerta del Sol y otros atractivos históricos que su guía le puede indicar.
Uno de los atractivos principales del municipio de Ures es su gastronomía como los tamales de elote y de carne, la panocha, producto derivado de la caña de azúcar, carne con chile, cocido (verduras diversas con carne), coyotas, pan de vieja, tortillas de harina y de manteca, gallina pinta, pozole, y postres como el arroz con leche, leche espesada, y ahora con la industria del jamoncillo que ha probado con nuevos sabores, texturas y formas y ofrece jamoncillo natural, de sabores como chocolate, vainilla, fresa, coco, nuez, palomitas de maíz con panocha, obleas, biscochuelos, fruta de horno, empanadas, entre otros.
El 24 de junio día de San Juan se celebraban sus tradicionales fiestas regionales, mismas que han sido sustituidas por otras de las comunidades aledañas, siendo el santo patrono del lugar San Miguel Arcángel, cuya celebración festiva se lleva al cabo el 29 de septiembre. Las Fiestas de la Candelaria celebradas en el poblado de El Sauz alrededor del día 2 de febrero, logra traer de regreso a visitar a la mayoría de la población que hubiera emigrado hacia otros lugares, así como a los habitantes de los poblados alrededor y del Estado. 
Durante los primeros días de noviembre, celebra su tradicional Fiesta de la Caña, para dar inicio a una importante industria de derivados de la caña que se desarrolla aún en forma artesanal con molino de piedra jalada por bestias. También en noviembre se celebra el Baile Blanco y Negro y el Festival Cultural de Calle Morelos, que en termina con el ya tradicional baile "Countrybuto al Corazón".
En la actualidad Ures tiene en operación 120 habitaciones de hotel.
Este municipio cuenta con valiosos atractivos de carácter arquitectónico, histórico, recreativo y cultural.
- Palacio Municipal. Centro de la localidad.
- Museo Costumbrista Regional de Ures o "Sala de la Cultura de Ures". Aquí se encuentra en su interior la carroza fúnebre del general Miguel Piña, revolucionario y exgobernador nativo de la localidad.

- Hacienda del Labrador, ubicada en el km 64 de la carretera Hermosillo-Ures. Donde podrá disfrutar de un ambiente campirano en un lugar auténticamente restaurado como lucio en el año 1800. Funciona como hotel con todos los servicios.

- Hacienda La Quinta Nápoles. Se localiza al sur, por la carretera Hermosillo-Ures. Se construyó hacia 1898 y es de estilo colonial. Funciona como un exclusivo hotel de la zona.

- Plaza de Armas. Miguel Hidalgo y Zaragoza, centro del poblado. Alberga cuatro esculturas en bronce de la mitología griega que datan del siglo XIX, donadas por el gobierno de Italia.

- Iglesia de San Miguel Arcángel. Frente a la Plaza de Armas. Singular edificio del siglo XVII.

- Casa del coronel Ignacio Pesqueira. Ubicada en calle Zaragoza 36.

- Monumento al Centenario de la Independencia, "Parque General Pesqueira".

- "La Alameda". Monumento del pasado y construcción de diseño colonial con una entrada principal en forma de arco, inaugurada el 15 de septiembre de 1910.

- Molino Harinero El Urense. Ubicada en Zaragoza 19 Poniente. Se construyó en el año de 1700 y a la fecha conserva su fachada intacta; su maquinaria fue traída de Europa. Durante muchos años ha servido como taller de orfebrería, fábrica de zarapes, fábrica de sodas, y fábrica de hilados y tejidos.

- Puede también tomar el camino hacia El Gavilán o a Mateboca y disfrutar del maravilloso paisaje que le ofrece el Río Sonora.

- En una antigua hacienda azucarera se podrá observar el procedimiento de la molienda para elaborar el piloncillo, elemento indispensable de las mancuernas con cacahuate, típico dulce lugareño.

### Artesanías
Talabartería, en la comunidad de Guadalupe de Ures.

## Desarrollo social

### Educación
Al inicio del ciclo escolar 1997-1998 el Municipio contaba con 31 escuelas de los diferentes niveles educativos, atendiendo en ellas a 2,600 alumnos; al inicio del ciclo 2000-2001 cuenta con 34 escuelas que atienden a 2,564 alumnos. Esto significa un incremento de (36) alumnos más atendidos en el presente ciclo respecto al ciclo de referencia.
Para el ciclo escolar 2000-2001 las escuelas oficiales de Educación Básica atienden a un 94.5 por ciento del total de alumnos inscritos en los niveles educativos inicial, preescolar, primaria, secundaria y especial.
FUENTE: Secretaría de Educación y Cultura

### Deporte
El deporte más practicado en el pueblo y la zona es el beisbol. Cuentan con su estadio “Raúl Figueroa Romero” con capacidad 2,000 aficionados. Participan junto con 7 equipos más en la Liga del Río Sonora.

### Salud
Este sector actualmente cuenta con IMSS, ISSSTE, ISSSTESON y tres unidades médicas de la Secretaría de Salud Pública, los cuales permiten atender al 98 por ciento de la población total.

### Agua potable
Este servicio se presta a todas las localidades del municipio, atendiendo a 9,245 personas que representa el 96.7 por ciento de la población total.

### Alcantarillado
Relativo al servicio, existe una cobertura del 64 por ciento, atendiendo a 6,119 habitantes de la cabecera municipal, Guadalupe de Ures y San Pedro.

### Electrificación
Con el servicio de energía eléctrica cuenta el total de las localidades beneficiando al 95.6 por ciento de la población.

### Vías y medios de comunicación
La infraestructura actual para el transporte terrestre en el municipio consiste en una red caminera de 318.5 kilómetros de los cuales 55 corresponden a la carretera federal que cruza el municipio de poniente a oriente; 8.5 son carretera estatal y 255 kilómetros son caminos rurales.
Además cuenta con una oficina de correos, una pista de aterrizaje rural de 750 metros para el transporte aéreo, red telefónica y servicios adicionales como internet, y cobertura de telefonía celular que cubren la mayor parte del municipio.
Nota: La información anterior se obtuvo del Plan Municipal de Desarrollo de este municipio y del Centro Estatal de Estudios Municipales

## Datos generales

### MisioneroEusebio Francisco Kino
A lo que hoy conocemos por Ures, en el año de 1665, se le denominó "San Miguel de los Ures" denominación que se le atribuye al Misionero Jesuita Bartolomé Castaño, quien junto con Francisco París fueron los precursores de la fundación del pueblo de Ures, Sonora. 
En los orígenes del asentamiento de las diversas tribus en esta región de Ures, quienes sobresalían por su número y cantidad, eran los Pimas, Pápagos y en menor cantidad los Apaches, estos últimos provenían principalmente del sur del Estado. En aquella época, al Estado de Sonora y parte de Sinaloa se le denominaba Provincia de Occidente, y se dividía en dos partes: Pimería Alta y Pimería Baja. En la primera se encontraban Altar, Arizpe, Magdalena y la parte septentrional de Ures.
Anteriormente a la fecha de fundación del pueblo de Ures, Sonora, cuenta la historia que pasó el Padre Kino por la aldea en aquel entonces (hoy Ures) de paso hacia lo que se llamaba Capitanía Federal de Arizpe. 

### Hipótesis del origen de la palabra "Ures"
Son varios los supuestos o del significado u origen de la palabra "URES". Unas hipótesis afirman que el vocablo o palabra "Ures" deriva del idioma ópata "URI" que significa "VARÓN", y que con el paso del tiempo, degeneró en la terminación "es" en sustitución de la "i" final, y hacer el plural, por lo que quedó finalmente para designar al varón en singular "uri" en la degenerativa "URES" para designar el plural de "varones".
Otras hipótesis aseguran que el vocablo "Ures" proviene de la forma en "U" de los cerros o montañas que rodean al valle Urense, y es degenerando el plural de la letra "U" (úes), como la palabra se transformó en "URES". 
Otra hipótesis, señala que el nombre Ures, proviene de la designación que en el año de 1665 le dio el Misionero Fray Bartolomé Castaño nombrando al poblado como "San Miguel de los Ures". 
Puede ser también que el nombre "URES" se haya puesto en honor a algún jefe conquistador de la Nueva España procedente del pueblo español también llamado Ures. Ures es una localidad del municipio de Sigüenza, en la provincia de Guadalajara (España) . Dista aproximadamente de la capital municipal.
Una versión más del origen del vocablo "URES" es que anteriormente habitaba esta población una tribu de indios llamada "URIS" y que al paso del tiempo también degeneró en el vocablo "URES".
Son varias las hipótesis o versiones sobre el origen del actual nombre tanto de la ciudad de Ures, como del municipio del mismo nombre, pero a ciencia cierta nunca ha sido posible establecer con claridad el verdadero origen, tal vez por ello la riqueza en cultura indígena anterior a nuestros antepasados, ha permanecido en cierta forma dentro del nombre y mística del vocablo "URES".

### Tribus de indios que habitaron Ures
Por su situación geográfica dentro del Estado de Sonora, en aquel tiempo compuesto también por el Estado de Sinaloa, y denominado por aquella época Provincia de Occidente, el valle de lo que hoy es Ures, estuvo poblado por diversas tribus, entre las cuales destacan los pimas, ópatas (en extinción cultural), pápagos y en menor cantidad los apaches. 
Muchos consideran que también habitaron en sus inicios este valle de Ures, los yaquis, raza originalmente del sur del Estado de Sonora.

### La denominación de "La Atenas de Sonora"
La ciudad de Ures, Sonora, ha sido reconocida con el nombre de "La Atenas de Sonora" gracias a la cultura que ha sido reconocida a nivel mundial, y la cual la generaron innumerables maestros, poetas e insignes e ilustre hombres a los cuales Ures vio nacer y que le dieron gloria y fama dentro de la cultura a nivel mundial, dentro de ellos, podemos mencionar con gran orgullo, al ilustre pedagogo, periodista y poeta profesor Enrique Quijada Parra, cuyo nombre ostenta orgullosa la Escuela Primaria del Estado ubicada en Ures, Sonora, "Profr. Enrique Quijada Parra"; el Gral. Miguel Piña; Profra. Catalina L. Vda. de Salcido; Profr. Adalberto Salcido López, Profr. Leocadio Salcedo, Profra. Belém Martínez, Profra. María Trinidad Arvizu, Profr. Gustavo Córdova González, Profr. Ramón Real Carrazco, Profr. Francisco Navarro Estrada, Profesor Pedro N. Santacruz, Profesora María Esther Rivera Salcido, Profesor Guillermo Torres, Profesor Héctor Gonzáles Ballesteros, cuya biblioteca municipal lleva su nombre, entre otros personajes de antaño. Pero no olvidemos a contemporáneos de los siglos XX y XXI, como Jesús "El Choby" Ochoa Domínguez, a quien en Ures se le conoce con el apodo de "Cachú", actor destacado que ha puesto el nombre de México en las marquesinas de cines y teatros del mundo.
Entre las personas más queridas aunque no era de Ures, pero siempre fue respetada y admirada por su don de gentes y servicio sin distinguir pobres ni ricos, está el Dr. Raúl Terán Mirazo, hombre probo, capaz y eficiente, y aún más por servir sin interés económico ni de otra especie, a sus semejantes.
Tanto quiso el pueblo de Ures a este gran señor, que le erigió una estatua en su honor en la calle Zaragoza, Gral. Piña y calle 1938 de esta ciudad.
La cultura emanada por los hijos que dio Ures, fue reconocida internacionalmente, al grado que, en recuerdo a los filósofos y cultura griega, se le nombró a Ures, "La Atenas de Sonora", denominación que le fue otorgada por Francia al conocer de Ures a través del periódico "Ecos del Valle" que editaba Enrique Quijada. Al trasladarse los poderes a Hermosillo, se van también los grandes capitales, y con ello sus casas quedan solas, su comercio acabado, su vida social mengua y se le empieza a llamar a Ures "La olvidada Atenas", pero a partir de 1998, bajo la administración del Profr. Manuel Ignacio Espinoza Gonzáles, impulsor de la cultura, Ures se convierte en Heroica, y se recobra su lustre cultural de antaño, por lo que nuevamente se le conoce hoy como La Atenas de Sonora.

### Ures, capital del Estado de Sonora
Ures ha tenido el orgullo y el honor, de haber sido la capital del Estado de Sonora en dos ocasiones. Para ello, fue primeramente considerada con el rango de ciudad, a finales del año de 1838, y fue residencia de los poderes del Estado (capital extraoficialmente) desde finales de 1838 a 1842, y de 1847 año en que recibió oficialmente la denominación de capital del Estado, por decreto número 13 de fecha 15 de febrero de ese mismo año, hasta 1879, fecha en que dejó de ser oficialmente la capital del Estado, trasladándose los poderes y la capital, a la ciudad de Hermosillo, Sonora. Este cambio se dio, principalmente, porque Hermosillo se había convertido en el centro comercial del Estado por razones geográficas, mientras Ures se había convertido en una ranchería donde estaban las oficinas gubernamentales; así lo describió el capitán francés Guillét, en un reconocimiento que hizo antes de la invasión francesa. Posteriormente fue cabecera de los llamados distritos, hasta que estos desaparecieron en 1917 a raíz de la nueva Constitución Mexicana promulgada en ese año.

### El indio Gerónimo en Ures
Entre el historial con que cuenta la ciudad de Ures, Sonora, existe una anécdota de que el indio Gerónimo, temido por la vileza y crudeza con que trataba a las aldeas y pueblos que visitaba, se refugió en territorio urense, ya que era perseguido por las fuerzas armadas federales de los Estados Unidos, comandadas por el General Custer. En la busca de refugio y escondites dentro del municipio de Ures, el indio Gerónimo cobró venganza cometiendo innumerables asesinatos y barbaridades. Entre sus varias víctimas se cuenta al Padre Echeverría, quien tenía la misión de ir a bendecir el templo en el poblado de Baviácora, al este de Ures, Sonora, el cual tuvo la mala suerte de toparse con el indio Gerónimo y sus seguidores, de la tribu Apache, con asiento en Arizona. 
En este encuentro pereció el mencionado padre Echeverría en el camino de la sierra Este que daba a la población de Baviácora, Sonora, sucediendo esto en diciembre de 1870.
Otra víctima cruelmente sacrificada, que según los historiadores achacan al indio Gerónimo, fue el ilustre Profesor Leocadio Salcedo el cual fue muerto en las "Norias de Aguilar" en marzo de 1883.
Hubo tanta angustia y miedo por la intrusión del nativo americano a nuestro país México y en especial a territorio urense, que los propios yaquis que eran bárbaros y violentos se sintieron atemorizados y amenazados por la fama que Gerónimo había alcanzado por estos lugares.
Después de esa intromisión, se alejó de suelo mexicano y en 1886 se rindió ante las tropas federales de los Estados Unidos de América. El indio Gerónimo murió en Fort Sill, Oklahoma, en 1909, tres años después de publicar sus memorias.

### Personajes populares de antaño de Ures
En todo poblado o ciudad han existido y siguen existiendo personas que llaman la atención por su forma de ser; sin importar si son ricos o pobres, solamente cuenta para el pueblo su manera o forma de ser, unos por gordos, otros por flacos, otros por serios, ya por locos, etcétera. Así, nuestro Ures también se distinguió y se distingue por personajes reconocidos dentro del pueblo.
Ejemplos los ha habido y los hay, citando los de antaño, según pláticas las personas mayores, hubo personajes de todos conocidos por una u otra razón. Ejemplo de ellos, "el teguas locas", "el comalito", "el güero sin dueño", "el camarata", "la loba", la "María loca", el "Flavio", etcétera.
También son recordados por las personas mayores de la ciudad, gente empresarial que dio origen a la creación de empleos, del comercio y gente precursora en la línea de transporte foráneo. Ejemplo de estos son el señor Alfonso Martínez, quien fue uno de los urenses precursores en el comercio, él fue propietario del puesto de raspados, sodas y nieves que se encuentra ubicado en la Plaza Zaragoza, en la esquina de las calles Zaragoza e Hidalgo. Dicho puesto data de los inicios del siglo XX, y su propietario original lo era la familia Tanaka, de origen japonés. Esta a su vez, lo traspasó en propiedad al señor Alfonso Martínez del Cid a fines de la década de los 30´s. Por los años sesenta, y al morir Alfonso Martínez del Cid, pasa a tomar las riendas del negocio Alejandro Martínez del Cid, conocido por los pobladores como "El Negro" Martínez.
Un empresario con visión futurista, lo fue también el señor Francisco F. Aguilar, quien estableció el antiguo molino harinero y fábrica de hielo "El Urense", pasando después a ser propiedad de Octavio Romo Escoboza alias "El Tapiz". Aunque en un inicio, allá por el año de 1700, año en que aproximadamente fue fundado el Real Presidio del Pitic, dicho molino fue fundado por un Español de apellido Arostegui, originario del país Vasco. 
Otro empresario de antaño fue el Sr. Don José Vásquez Corona, oriundo de Los Altos de Jalisco y establecido en la región en la primera década del siglo XX. Fundó la primera panadería de la región, que hasta ahora mantienen sus hijos y nietos, y lleva por nombre Panadería “La Sin Rival”, ubicada en la calle Hidalgo.

## El escudo de armas y su significado
El escudo de Ures, Sonora, fue elaborado por el joven estudiante Hermenegildo Noriega Burrola.
Es de forma ligeramente ovalada asemejando una almendra, con bordes color café oscuro y su interior está dividido en cuatro cuarteles
El cuartel superior izquierdo representa un libro abierto y una antorcha encendida; el libro tiene una inscripción que dice: 1850 Escuela Normal de Ures y significa el año en que fue fundada dicha escuela normal. La antorcha encendida representa la trayectoria educativa con que siempre se ha distinguido la ciudad de Ures. Significa la luz del saber de sus hijos y sus moradores, ya que Ures está considerada como la cuna de la Educación Superior en Sonora, incluso reconocida internacionalmente por su cultura, ya que debido a eso, en Francia se le reconoció a Ures, con el nombre de "la Atenas de Sonora".
El cuartel superior derecho tiene la imagen del templo de San Miguel Arcángel, que simboliza la fundación de esta ciudad por el misionero Jesuita Francisco París. Este cuartel tiene un fondo en color azul.
En el cuartel inferior izquierdo, se pueden ver dos manos estrechadas en señal de amistad, que significa la cordialidad, fraternidad y hospitalidad de la gente de Ures. Este cuartel tiene un fondo de color rojo con bandas diagonales color azul.
El cuartel inferior derecho, ostenta la imagen de la sierra, la bajada de un río, el sol y una llave. La llave simboliza la puerta de entrada a la región serrana y a la región del Río Sonora, (en los límites con la comunidad de Puerta del Sol, dentro del municipio de Ures, Sonora); el río que baja de la sierra, significa que sus gentes se dedican a la agricultura y que aquel riega las tierras de los agricultores. En el mismo cuartel paro al lado del río, se aprecia la cabeza de una vaca simbolizando la ganadería.
El escudo se encuentra festonado por haces de trigo que se encuentran envueltos en un listón verde que lleva la inscripción del período en que Ures fue Capital del Estado de Sonora.
Tercios de caña se encuentran envueltos en un listón amarillo que lleva inscrita la fecha de la batalla y triunfo de las fuerzas republicanas en contra de las tropas francesas o imperialistas, en los terrenos de Guadalupe de Ures y en la propia ciudad de Ures, Sonora.
Arriba y en la base del escudo de Ures, se encuentran listones azules; en la parte superior se encuentra un listón con la leyenda "Ures", y en listón de la base del escudo la leyenda "1644" relativa al año de fundación de la ciudad.